# 斯坦尼斯拉夫·什特伦茨
斯坦尼斯拉夫·什特伦茨（捷克語：Stanislav Štrunc，1942年10月30日—2001年11月8日），捷克男子足球运动员，场上位置是前锋。他曾代表捷克斯洛伐克国奥队参加1968年夏季奥林匹克运动会足球比赛，获得第九名。